# Поспелов, Василий Борисович
Васи́лий Бори́сович Поспе́лов (род. 16 июня 1957) — российский дипломат. Чрезвычайный и полномочный посланник 2 класса (2005).

## Биография
Окончил Московский государственный институт международных отношений МИД СССР (МГИМО) (1980). На дипломатической работе с 1980 года.
- В 1980—1985 годах — сотрудник посольства СССР в Таиланде.
- В 1988—1994 годах — сотрудник посольства СССР (с 1991 — России) в США.
- В 1999—2002 годах — руководитель аппарата Комитета по международным делам Государственной думы России.
- В 2002—2007 годах — заместитель постоянного представителя России при Совете Европы в Страсбурге (Франция).
- В 2007—2012 годах — заместитель директора Департамента внешнеполитического планирования МИД России.
- С 16 октября 2012 по 1 июля 2016 года — чрезвычайный и полномочный посол Российской Федерации в Республике Союз Мьянма[1][2].

## Ранги
- Государственный советник Российской Федерации 1 класса (16 июля 2001)[3].
- Чрезвычайный и полномочный посланник 2 класса (15 июля 2005)[4].

## Семья
Женат, имеет троих взрослых детей.

## Награды
- Благодарность президента Российской Федерации (10 августа 2007) — за большой вклад в развитие сотрудничества и взаимопонимания между Российской Федерацией и государствами Европы[5].